# 수잔 백클리니
수잔 백클리니(Susan Backlinie, 1946년 9월 1일~2024년 5월 11일)는 미국의 배우, 스턴트 배우, 영화배우이다.

## 영화
- 그레이트 머펫 케이퍼(1981년)
- 1941(1979년)
- 죠스(1975년) - 크리스틴 크리시 왓킨스 역